# Picanço-de-dorso-ruivo
O picanço-de-dorso-ruivo (Lanius collurio) é uma ave da família Laniidae. O macho tem a cabeça cinzenta com máscara preta e o dorso arruivado, a fêmea é mais acastanhada.
Como nidificante, este picanço distribui-se pelas zonas temperadas da Europa e da Ásia. Em Portugal ocorre apenas nas terras altas do norte do território. É um migrador de longa distância cuja população inverna principalmente na África oriental e austral.

## Taxonomia
O picanço-de-dorso-ruivo foi formalmente descrito pelo naturalista sueco Carl Linnaeus em 1758 na décima edição de seu Systema Naturae sob o nome binomial atual Lanius collurio. [1] O nome do gênero, Lanius, é derivado da palavra latina para "açougueiro", e alguns picanços também são conhecidos como "pássaros açougueiros" por causa de seus hábitos alimentares. O colúrio específico é do grego antigo colurião, uma ave mencionada por Aristóteles. [2] O nome comum em inglês "shrike" vem do antigo scríc do inglês [3], em português pode ser traduzido por algo como "guincho", referindo-se ao chamado estridente, o som que o animal faz. 

## Habitat e distribuição

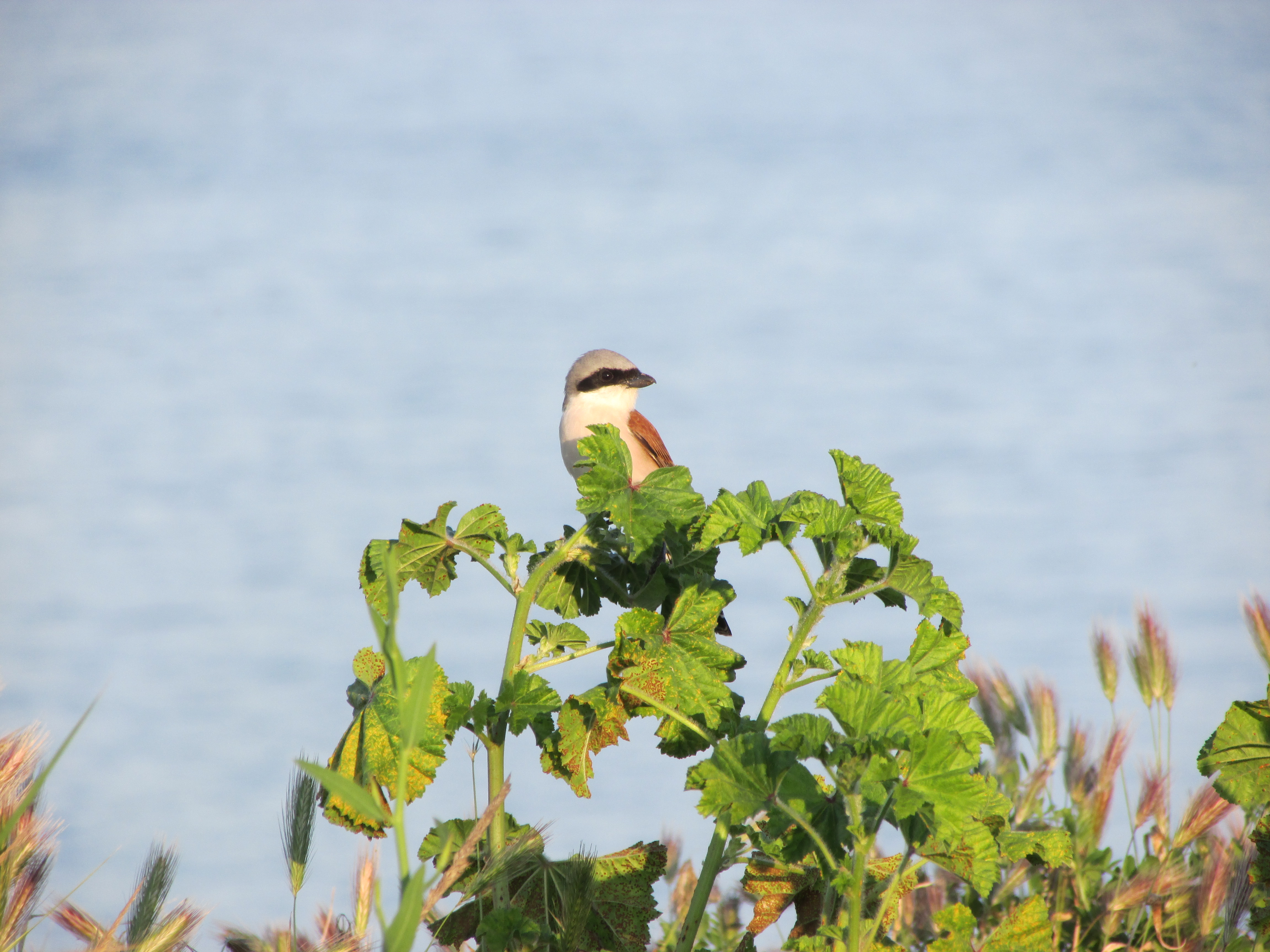
Picanço-de-dorso-ruivo macho.

Esta ave nidifica na maior parte da Europa e na Ásia Ocidental e no inverno na África tropical. A ave é listada como uma espécie de "menor preocupação" (LC) em uma escala global, [4] mas algumas partes de sua distribuição viram um declínio acentuado em números, portanto, localmente seu status pode ser menos seguro. [5]

### Grã Bretanha
Uma vez que um visitante migratório comum para a Grã-Bretanha, os números diminuíram drasticamente durante o século 20, e agora é classificado como uma espécie da 'Lista Vermelha de extinção' do Reino Unido. [5] 
O último reduto do pássaro foi em Breckland, mas em 1988 apenas um único par sobreviveu, criando com sucesso os filhotes em Santon Downham. No ano seguinte, pela primeira vez, nenhum ninho foi registrado no Reino Unido. Mas, desde então, a reprodução esporádica ocorreu, principalmente na Escócia e no País de Gales. Em setembro de 2010, a RSPB (uma reserva natural inglesa) anunciou que um par havia criado filhotes em um local secreto em Dartmoor, onde o pássaro foi procriado pela última vez em 1970. 
Em 2011, dois pares se aninharam na mesma localidade, criando sete jovens. 
Em 2012, houve outra tentativa de reprodução, desta vez sem sucesso, provavelmente devido a um período prolongado de chuva. 
Em 2013, a reprodução foi novamente confirmada em Devon, com dois filhotes emplumados em um novo local. 
O retorno ao sudoeste da Inglaterra foi um desenvolvimento inesperado, levantando especulações de que um clima mais quente poderia ajudar o pássaro a recolonizar alguns de seus antigos locais de assombração. No entanto, desde então, a reprodução foi confirmada em apenas duas ocasiões, ambas nas Shetland, em 2015 e 2020.

## Subespécies
São actualmente reconhecidas 3 subespécies de picanço-de-dorso-ruivo:
- L. c. collurio - Europa e Sibéria ocidental
- L. c. kobylini - Crimeia, Cáucaso, Ásia Menor, Chipre e Irão.
- L. c. pallidifrons - Ásia oriental